# Apfelbeckiella byzantinum
Apfelbeckiella byzantinum är en mångfotingart som beskrevs av Karl Wilhelm Verhoeff 1901. Apfelbeckiella byzantinum ingår i släktet Apfelbeckiella och familjen kejsardubbelfotingar. Inga underarter finns listade i Catalogue of Life.